# Fammi respirare dai tuoi occhi
Fammi respirare dai tuoi occhi è un singolo dalla cantante italiana Noemi, pubblicato il 1º aprile 2016 come secondo estratto dall'album Cuore d'artista.
Il brano è stato composto da Giuliano Sangiorgi. Il videoclip che accompagna il singolo è stato diretto da Cosimo Alemà.
Nel cast Claudio Gatta, Diletta Innocenti Fagni, Andreea Duma e Daniel Terranegra. 

## Classifiche
| Classifica (2016) | Posizione massima |
| ----------------- | ----------------- |
| Italia            | 80                |